# 伊萬尼夫斯凱 (札波羅熱州)
48°2′27″N 35°52′22″E / 48.04083°N 35.87278°E
伊萬尼夫斯凱（羅馬化：Ivanivske）是位於烏克蘭東南部的村莊，由扎波羅熱州扎波羅熱区的新米科拉伊夫卡市鎮負責管轄。該村分別距離斯托爾喬韋1公里和別列斯托韋2公里，始建於1889年，面積3.2平方公里，海拔高度138米，2001年人口333。